# Sermage család
A szomszédvári és medvegrádi gróf Sermage család egy francia eredetű és mára már kihalt magyarországi főnemesi család.

## Története
A család Franciaországból, Besançon vidékéről származott, a feljegyzések között elsőként Françoise Sermage nevével találkozhatunk. Az ő fia volt az a Péter, aki 1720. december 9-én bárói címet kapott, majd 1749. december 9-én, tehát napra pontosan 29 évvel később fiával, Péterrel együtt a grófi címet is megkapta. Ezt az ifjabbik Pétert néhány évvel később Magyarországon is honfiúsították, gyermekeivel együtt felvették a magyar nemesség közé. Megemlítendő még az 1759-ben született Sermage József, aki zágrábi kanonok és Sermage Artúr (1839–1902), aki Nagy-Küküllő vármegye főispánja volt. A család magyarországi ága az említett Artúr József nevű fiával 1968-ban férfi ágon kihalt.
Birtokaik voltak a nyitra vármegyei Menyhén, a varasd vármegyei Mihovljan és a zágráb vármegyei Oroslavje településeken.

## Címere
Kempelen Béla szerint:
Grófi czímer: Négyelt paizs szivpaizszsal; ebben arany mezőben zöld alapon legelő fekete szarvas. A nagy paizs: 1. és 4. vörös mezőben három (2, 1) ezüst kerek pénz (rotella), mindegyiket alul, hegyével lefelé forditott, arany markolatu ezüst tőr kiséri. 2. és 3. kék mezőben arany nő-mellszobor. Két sisak; sisakdiszek: 1. két vörös közt egy fehér toll; takaró: arany-vörös, 2. kinövő ezüst vadászeb, arany-csatos vörös nyakörvvel; takaró: ezüst-kék. Paizstartók: két ezüst vadászeb, arany-csatos vörös nyakörvvel. A paizs fölötti grófi koronán két oldalt egy-egy ezüst nyelü, arany-fekete csiku zászló látható; egyiken A, másikon M betü. (A betük jelentése: Arte et Marte.)